# Нахур карликовий
Нахур карликовий (Pseudois schaeferi) — ссавець роду Нахур (Pseudois) з родини бикових (Bovidae).

## Опис
Довжина голови й тіла: 109—160 см, висота: 50–80 см, вага самців: 28–65 кг, вага самиць: 17–40 кг. Схожий але загалом менший від Pseudois nayaur. Має бруднуватий сріблястий полиск. Роги тонші й мають менше завитків. 

## Поширення
Цей вид живе в Китаї, серед дуже крутих скелястих схилів на висоті 2700–3200 м, а іноді в межах хвойних лісів і лісових галявин.

## Спосіб життя і харчування
Споживає трави, низькі чагарники, мохи та лишайники. Харчується й відпочиває почергово протягом дня на трав'янистих схилах гір. Хижаками є Canis lupus, Cuon alpinus, Panthera pardus і великі хижі птахи. 

## Соціальна структура і розмноження
Розміри групи були раніше 10–36 тварин, але тепер зазвичай менш ніж 15, або навіть менше, в результаті надмірного мисливства та конкуренції з худобою. Самці іноді утворюють суцільно чоловічі групи або інколи змішуються з самицями та молоддю. Зазвичай єдине маля (рідко два) народжуються в травні або червні, після вагітності 160 днів. Молодь годується молоком протягом шести місяців і досягає зрілості в віці 1,5 року. Самцям може знадобитись сім років, щоб досягти повного розміру.

## Загроза та охорона
Чисельність населення стрімко зменшується в результаті полювання. Захищений на зумлях Байю в Січуані.